# Virgin Galactic
La Virgin Galactic è una compagnia creata dal magnate Richard Branson (proprietario della Virgin) per realizzare un'offerta di voli spaziali suborbitali per il mercato commerciale.

## Storia

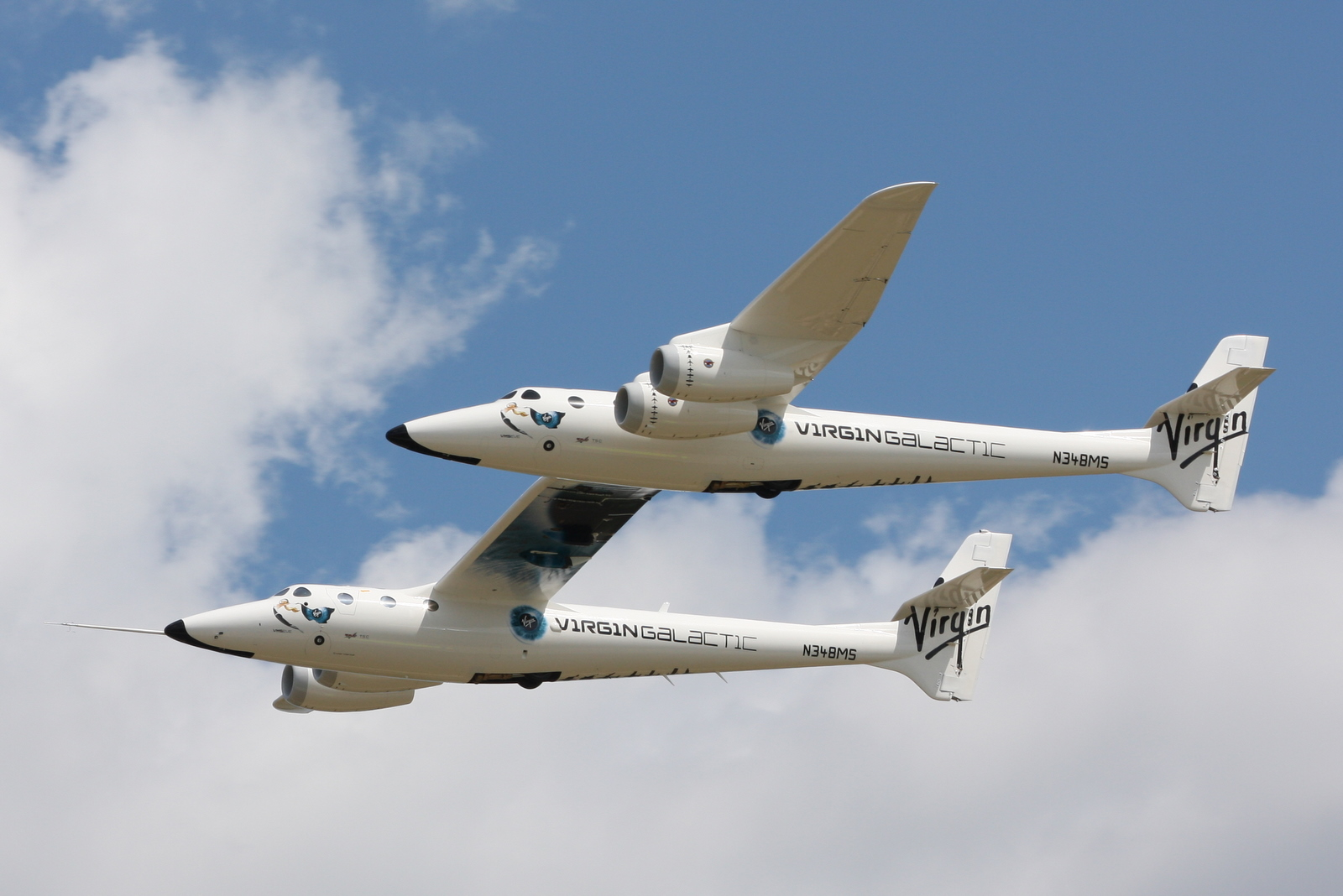
White Knight Two in volo

Il 17 ottobre 2011 ha inaugurato nel deserto del Nuovo Messico, negli Stati Uniti, lo "Spaceport America", il primo aeroporto spaziale della storia, firmato dall'architetto britannico Norman Foster. La prima navetta, la cui entrata in servizio era prevista per il 2012/2013, è chiamata SpaceShipOne.
Il 31 ottobre 2014 l'aeronave SpaceShipTwo è esplosa in volo sopra il Deserto del Mojave poco dopo essere stata sganciata dall'aereo madre; il fatto è accaduto pochi secondi dopo l'accensione dei propri propulsori, causando la morte del copilota e il ferimento grave del pilota.
Nel 2018 l'accordo siglato tra SITAEL e Virgin Galactic prevede che un veicolo spaziale di The Spaceship Company verrà costruito con il contributo tecnologico della prima e verrà assemblato in Puglia per poi essere utilizzato nel futuro spazioporto di Grottaglie.
L'11 luglio 2021 è avvenuto il primo volo turistico della compagnia, portando Richard Branson e altri tre passeggeri a circa 85 chilometri sopra il livello del mare (limite per identificare la linea tra atmosfera e spazio secondo gli Stati Uniti).
L'11 luglio 2021 Virgin Galactic (VG) diventa la prima azienda al mondo a lanciare in maniera indipendente  dei civili paganti (tra cui  lo stesso fondatore dell'azienda Richard Branson) nello spazio, secondo la definizione delle statunitensi Federal Aviation Administration, U.S. Air Force, NOAA (National Oceanic and Atmospheric Administration) di cosa è considerato spazio (oltre le 50 miglia, circa oltre 80km dal livello del suolo).ma attenzione !!! In verità lo spazio viene inteso come un punto mediano tra la fine della Termosfera (650/700 km) e il limite max presunto della Esosfera (10'000 circa) quindi consideriamo una altitudine di 4'000/4'650 km .
.
Il lancio è avvenuto dallo spazioporto Spaceport America a Truth or Consequences, in Nuovo Messico negli Stati Uniti con il velivolo VSS unity (Virgin Space Ship Unity) lanciato a sua volta dall'aereo madre VMS Eve che raggiunge l'altezza massima di 86,1 km. 
Il viaggio era stato pianificato genericamente per l'estate fino a quando l'impresa Blue Origin non annunciò il suo primo volo per il 20 luglio 2021.
Virgin Galactic sta attualmente pianificando di avviare il servizio turistico di voli spaziali commerciali per il 2022 ed anche l'ipotesi di voli suborbitali da città a città.

## Profilo
Il progetto dell'azienda è di offrire 500 posti all'anno al costo di 200 000 dollari l'uno per raggiungere quote superiori ai 100 km d'altezza e per offrire sei minuti di assenza di peso.
Questo mercato è coperto solo dall'agenzia spaziale russa che offre i voli a prezzi di circa 20 milioni di dollari per sei giorni di volo.
La compagnia prevede di usare l'aeronave chiamata SpaceShipTwo, evoluzione della SpaceShipOne che ha conquistato l'Ansari X Prize.